# ديان نيل
ديان نيل (بالإنجليزية: Diane Neal)‏ مواليد 17 نوفمبر 1975 في الإسكندرية، فيرجينيا ، هي ممثلة أمريكية.

## الأعمال
- إد
- 30 روك
- إن سي آي إس

## روابط خارجية
- ديان نيل على موقع IMDb (الإنجليزية)
- ديان نيل على موقع ألو سيني (الفرنسية)
- ديان نيل على موقع أول موفي (الإنجليزية)
- ديان نيل على موقع قاعدة بيانات برودواي على الإنترنت (الإنجليزية)
- ديان نيل على موقع إن إن دي بي (الإنجليزية)
- ديان نيل على موقع قاعدة بيانات الفيلم (الإنجليزية)
- ديان نيل على موقع كينوبويسك (الروسية)